# Therese Mirani

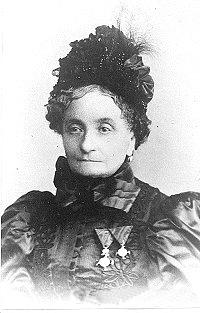
Therese Mirani

Therese Mirani (* 2. Dezember 1824 in Prag; † 24. Mai 1901 in Wien) war eine österreichische Kunsthandwerkerin.

## Biografie
Sie war die Tochter des Schriftstellers Johann Heinrich Mirani (1802–1873).
Durch ihr Geschick im Nähen und der Verarbeitung von Stoffen für Kleider wurden ihre Produkte bald sehr beliebt. Sie erfand eine neue Stickereigattung, die broderie dentelle genannt wurde, sowie die points imperial, eine neue Spitzenart. Sie fing an den Wiener Hof zu beliefern und 1865 wurde ihr der Titel einer „k.k. Kammer-Kunststickerin“ verliehen. Die Verleihung des Kammertitels an eine Frau kraft ihrer eigenen Arbeit war für die damalige Zeit äußerst selten, eine Ehre, die sie nur mit Maria Benkowits, ebenfalls Kammer-Kunststickerin, teilte. 1867 wurde sie auf der Pariser Weltausstellung mit einer Medaille ausgezeichnet und saß als erste Frau in der Jury.
Sie war zunächst erste Lehrkraft in der k.k. Fachschule für Kunststickerei des Handelsministeriums in Wien. Nach dem Tod der Direktorin Emilie Bach (1840–1890) wurde sie Leiterin.
Auf dem Gebiet der Mode, der weiblichen Arbeiten und des Hauswesens war Therese Mirani auch journalistisch tätig und war Mitarbeiterin der »Neuen Freien Presse«, »Wiener Mode«, »Illustrierten Frauenzeitung«, »Vom Fels zum Meer« u. a.
Anlässlich ihrer Pensionierung im Jahr 1899 wurde sie durch die Verleihung des goldenen Verdienstkreuzes mit der Krone ausgezeichnet. Sie verstarb zwei Jahre danach im Alter von 77 Jahren.